# Quartier Gaillon

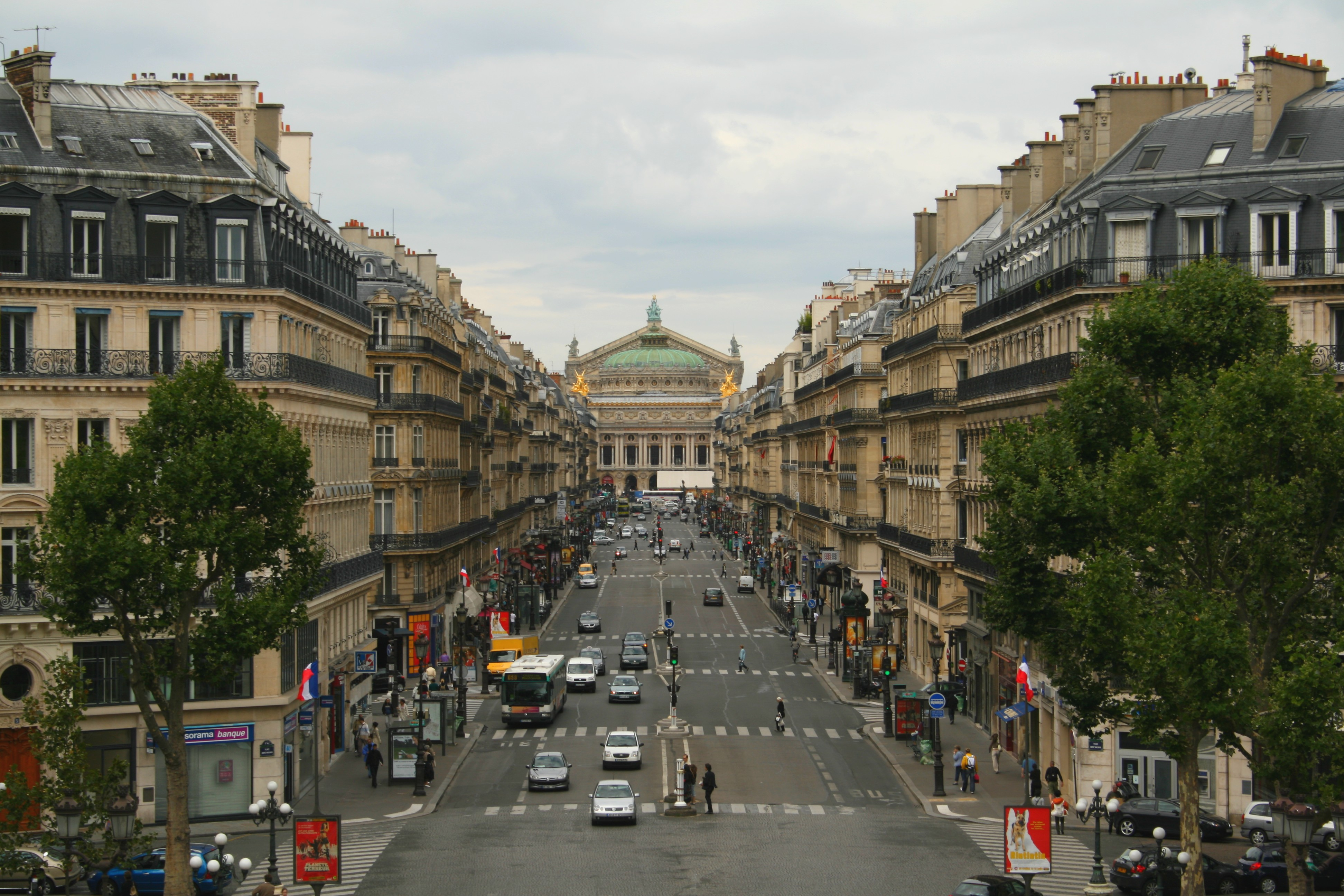
Avenue de l'Opéra, která prochází středem čtvrtě (v pozadí Opéra Garnier)

Quartier Gaillon (čtvrť Gaillon) je 5. administrativní čtvrť v Paříži, která je součástí 2. městského obvodu. Má rozlohu 18,8 ha a půdorys zhruba ve tvaru trojúhelníku, jehož jižní strana je vymezena ulicemi Rue des Capucines, Rue Danielle Casanova a Rue des Petits Champs. Východní hranici tvoří ulice Rue Sainte-Anne s Rue de Gramont a na severozápadě to jsou bulváry Italiens a Capucines.
Čtvrť nese jméno zdejší ulice a náměstí Rue Gaillon a Place Gaillon. Gaillon je město v departementu Eure.

## Vývoj počtu obyvatel
| Rok sčítání | Počet obyvatel | Hustota zalidnění (ob./km²) |
| ----------- | -------------- | --------------------------- |
| 1954        | 3 581          | 19 048                      |
| 1962        | 3 312          | 17 617                      |
| 1968        | 2 930          | 15 585                      |
| 1975        | 2 090          | 11 117                      |
| 1982        | 1 480          | 7 872                       |
| 1990        | 1 405          | 7 473                       |
| 1999        | 1 345          | 7 154                       |